# Las siete serpientes
Las siete serpientes es el tercer libro de la serie de libro juegos titulada Brujos y Guerreros, que sigue a Kharé, ciudad de las mil trampas, escrito por Steve Jackson.
La historia de Las siete serpientes comienza en las Baklands, una tierra de nadie entre la ciudad portuaria de Kharé y la fortaleza de Mampang, en la cual el lector-jugador debe buscar y destruir a las siete serpientes. Estas serpientes, mensajeras del Archimago de Mampang, han descubierto la misión del personaje y se disponen a advertir a su amo.
- Datos: Q9020635